# Jan Stadnicki (1841–1919)
Jan Stadnicki herbu Szreniawa bez Krzyża (ur. 31 stycznia 1841 Tarnowie, zm. 20 grudnia 1919 w Krakowie) – polski ziemianin, inżynier, poseł do galicyjskiego Sejmu Krajowego i austriackiej Rady Państwa, dożywotni członek Izby Panów.

## Życiorys

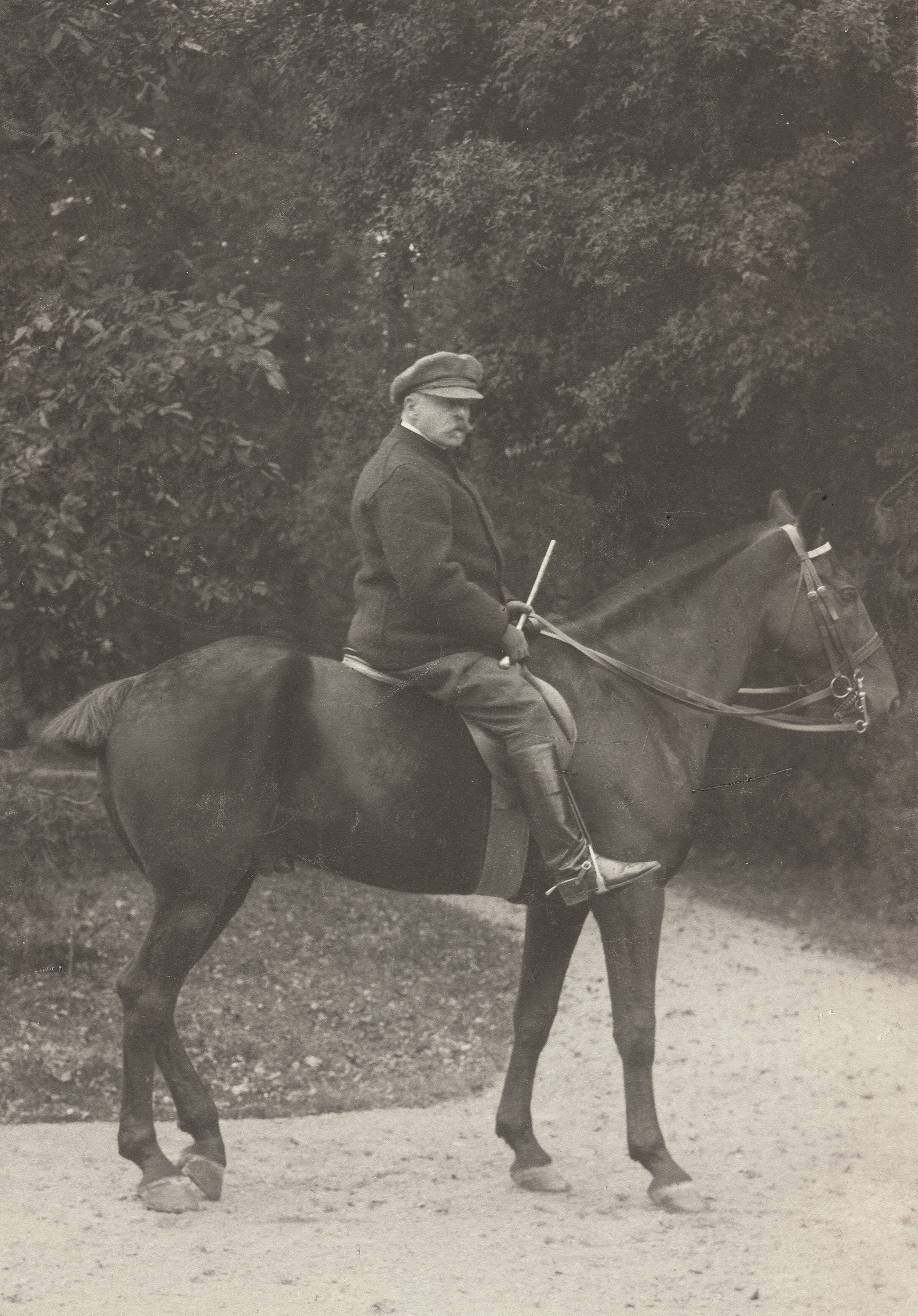
Portret Jana Stadnickiego na koniu (1900)

Po ukończeniu studiów w Paryżu odbył praktykę inżynierską na linii kolejowej Paryż–Bordeaux. Po powrocie do Galicji pracował przy budowie linii kolejowej Lwów–Kołomyja, regulacji rzek oraz pracował we własnych majątkach.
Od 1866 roku działał w Towarzystwie Gospodarczo-Rolniczym w Krakowie i wielu innych organizacjach gospodarczych. Pracował m.in. w Radzie Nadzorczej Austriackiego Banku dla Krajów Koronnych w Wiedniu, był przewodniczącym Rady Nadzorczej Österreichische Central-Boden-Credit Bank w Wiedniu.
W 1877 roku został posłem do Sejmu Krajowego z okręgu tarnowskiego, zasiadał w tym sejmie do 1895 roku, był wybrany z IV kurii okręgu wyborczego Brzesko. W 1882 roku objął mandat w Izbie Poselskiej Rady Państwa w Wiedniu. W 1895 roku został dożywotnim członkiem Izby Panów w Wiedniu. W 1917 roku wycofał się z życia politycznego.
Był właścicielem dóbr: Wielka Wieś, Milówka i Rożnów (wraz ze wsiami Bujne, Łaziska, Radajowice, Wiesiółka i Zagórze).
Po śmierci został pochowany w grobowcu rodzinnym na cmentarzu parafialnym w Wojniczu.

## Rodzina i życie prywatne
Był synem Bronisława Stadnickiego, powstańca listopadowego, i Krystyny z domu Stadnickiej. Ożenił się 21 września 1872 roku z Teofilą Bogumiłą hr. Łubieńską h. Pomian, z którą miał dzieci: 
- Andrzeja (ok. 1873–1916)
- Bogumiłę (ok. 1873–1933)
- Antoniego Bronisława (1874–1906)
- Marię Kunegundę (1876–1910, późniejszą Mańkowską)
- Bernarda (1879–1904), oficera armii belgijskiej
- Joannę Krystynę (1879–1923), późniejszą żonę Jana Stadnickiego (1879–1923), która odziedziczyła Wielką Wieś
- Jana Krzysztofa (ur. w 1881, zmarłego w dzieciństwie).